# تامبوفکا (استان آمور)
تامبوفکا (روسی: Тамбовка) یک منطقهٔ مسکونی در روسیه است که در استان آمور واقع شده‌است.